# Martti Lauronen
Martti Lauronen (15 octobre 1913 – 4 juin 1987) est un ancien fondeur finlandais.

## Championnats du monde
- Championnats du monde de ski nordique 1938 à Lahti 
  -  Médaille d'or en relais 4 × 10 km.